# Fischerinsel

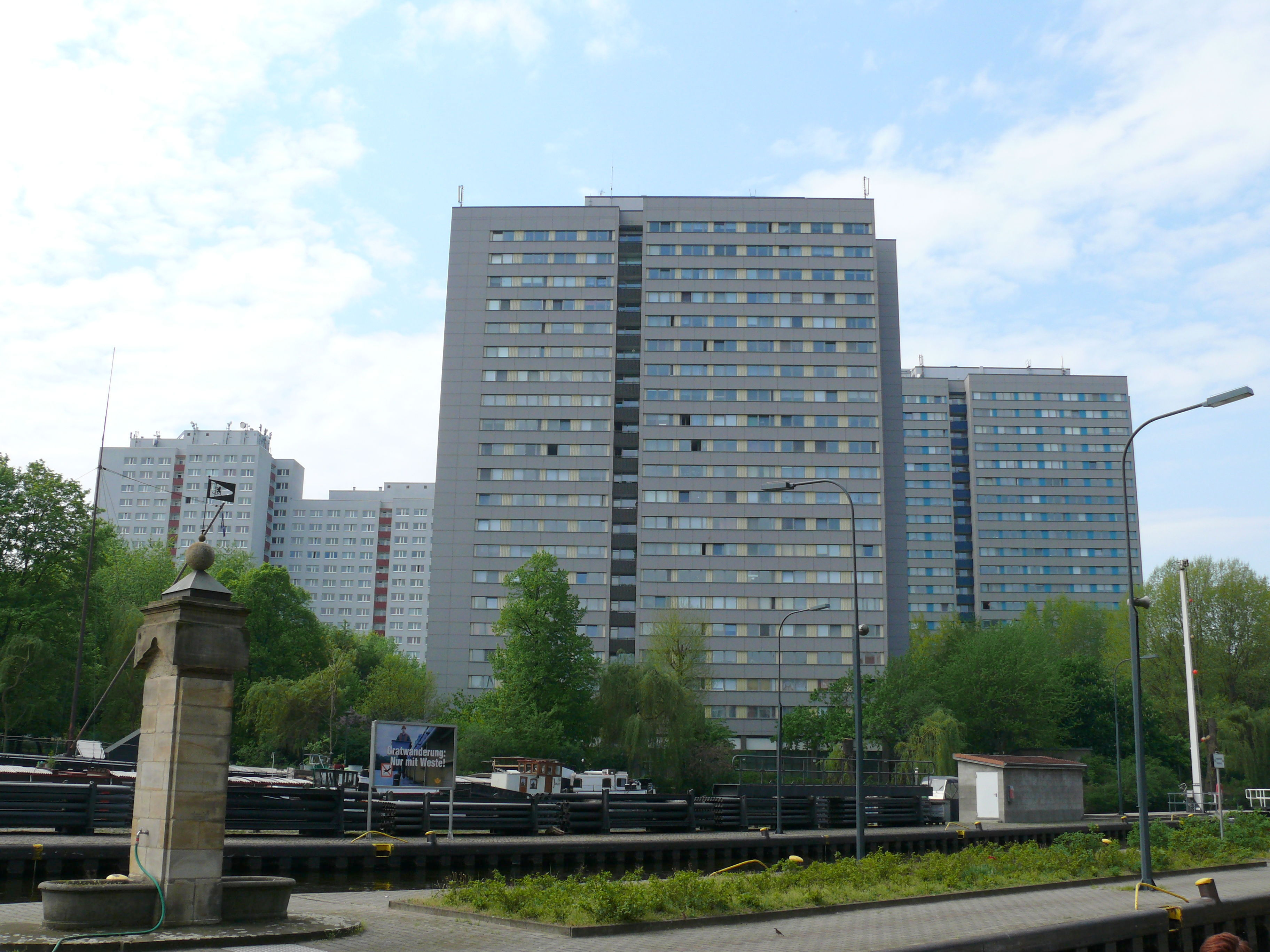
Vista del complesso residenziale

Fischerinsel ("isola dei pescatori") è il nome di un complesso residenziale di Berlino, che occupa la parte meridionale dell'isola della Sprea nel quartiere di Mitte.

## Storia

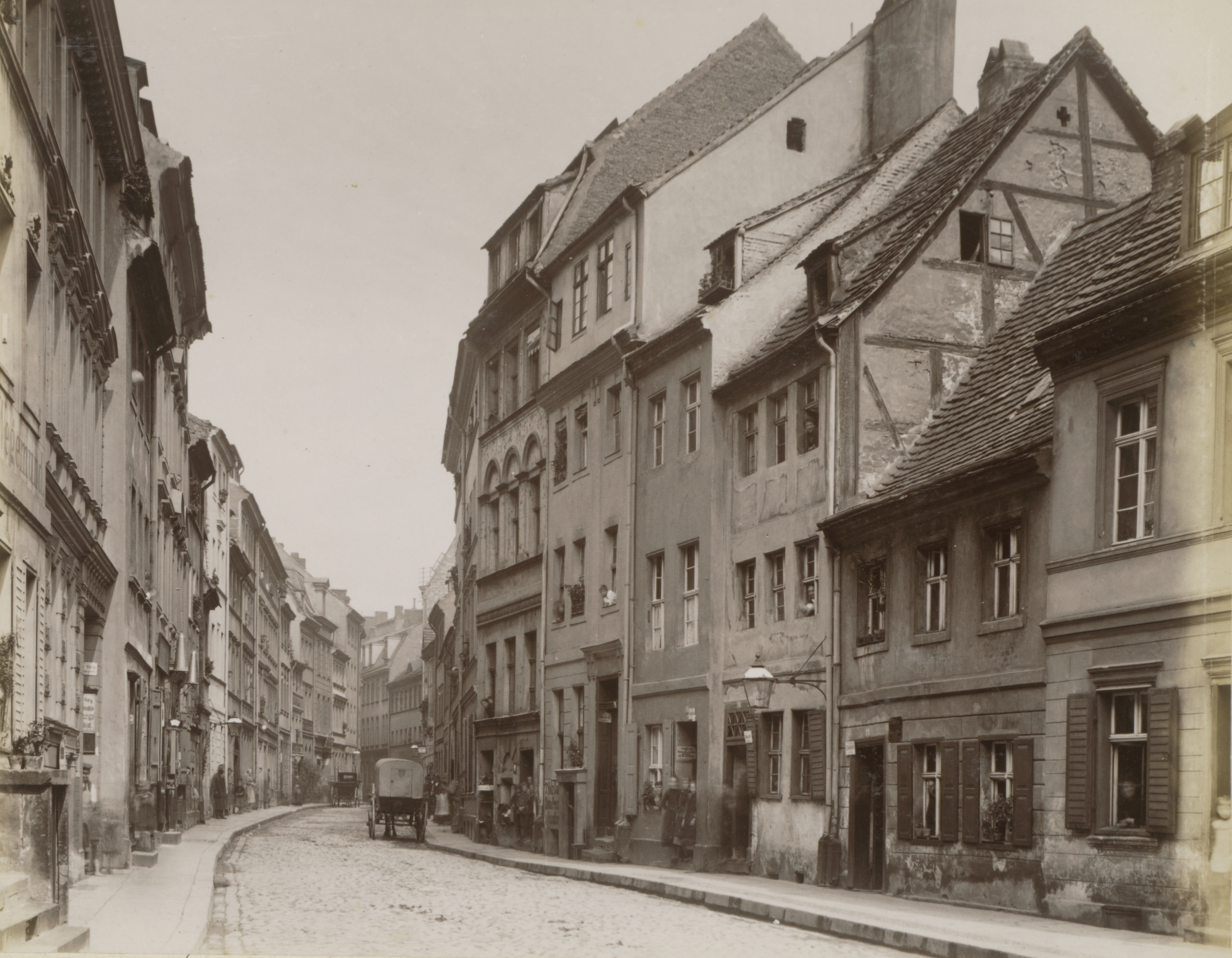
Una strada del vecchio Fischerkietz

L'area su cui oggi sorge la Fischerinsel apparteneva anticamente alla città di Cölln, unita nel 1709 a Berlino. Vi sorgeva uno dei quartieri più antichi e caratteristici di Berlino, il Fischerkietz ("quartiere dei pescatori").
Danneggiato durante la seconda guerra mondiale, il Fischerkietz venne completamente abbattuto negli anni sessanta; al suo posto sorse dal 1967 al 1972 il complesso residenziale Fischerinsel con un'edilizia residenziale a torri, costruite con il sistema di prefabbricazione a pannelli (Plattenbau).
Alcuni edifici del vecchio quartiere furono ricostruiti altrove (come la locanda Zum Nußbaum al Nikolaiviertel). L'unico elemento antico che rimase fu il piccolo ponte Jungfernbrücke, collegamento con la terraferma ad ovest dell'isola.
Centro della Fischerinsel era il ristorante Ahornblatt ("Foglia d'acero"), dalla caratteristica forma. L'edificio, importante esempio di architettura degli anni settanta fu abbattuto nel 2000, nonostante le numerose proteste, e sostituito da un albergo.
I progetti attuali prevedono la costruzione di ulteriori nuovi edifici ai lati della Gertraudenstraße, aumentando la densità abitativa dell'area.